# Sigła
Sigła – kolonia w Polsce, położona w województwie lubelskim, powiecie biłgorajskim, gminie Aleksandrów.
Kolonia wchodzi w skład sołectwa Aleksandrów I.
Miejscowość liczy kilkunastu mieszkańców. Leży przy drodze wojewódzkiej nr 853 łączącej Biłgoraj z Tomaszowem Lubelskim, wśród lasów Puszczy Solskiej, nad rzeką Szum. Przez Sigłę przebiega czarny szlak turystyczny, określany nazwą "szlak walk partyzanckich" (Bidaczów koło Biłgoraja – Tomaszów Lubelski).
W Sigle znajduje się cmentarz wojenny, na którym spoczywają 104 polegli w trakcie wojny obronnej w 1939, w dniach 15–27 września, żołnierze Grupy Operacyjnej Wojska Polskiego "Bielsko". Wśród nich pochowany jest m.in. ppłk Zygmunt Fila. Obok żołnierzy na nekropolii spoczywają polegli w 1944 partyzanci Armii Ludowej. Na cmentarzu znajduje się pomnik przedstawiający żołnierza z mieczem wykonany przez Adama Grochowicza.
W sąsiedztwie cmentarza znajduje się zbiornik retencyjny utworzony przez budowę sztucznej zapory wodnej na Szumie.
Wierni Kościoła rzymskokatolickiego należą do parafii św. Stanisława Biskupa Męczennika w Górecku Kościelnym.

Zbiornik retencyjny na rzece Szum